# Mníšek nad Popradom
Mníšek nad Popradom (deutsch Remz, früher auch Einsiedl, ungarisch Poprádremete, bis 1902 Mnisek) ist eine Gemeinde in der Ostslowakei mit 592 Einwohnern (Stand 31. Dezember 2024).

## Geographie

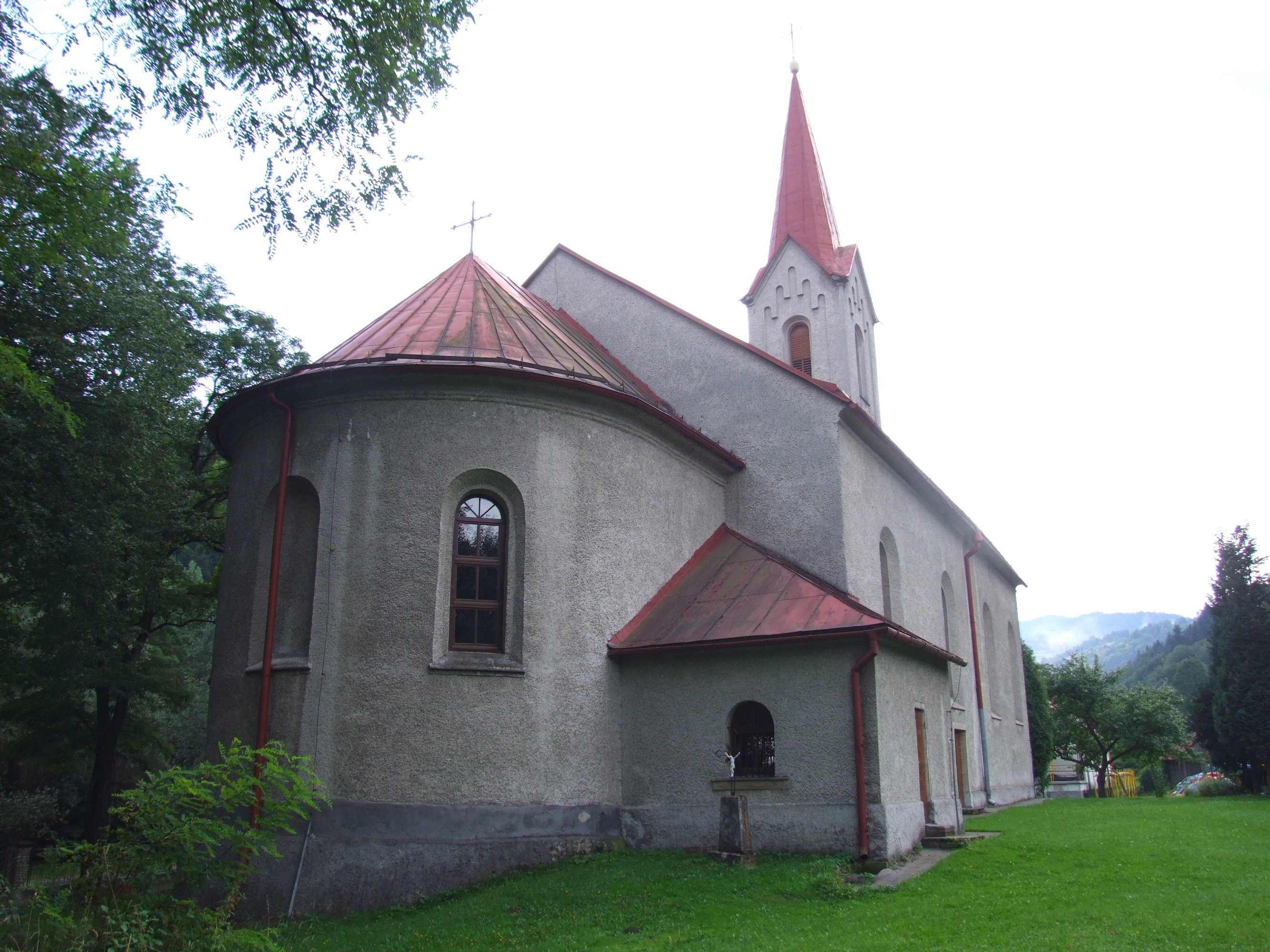
Kirche in Mníšek nad Popradom

Sie befindet sich im Bergland Ľubovnianska vrchovina am linken Ufer des Poprad an der polnischen Grenze, 16 Kilometer von Stará Ľubovňa entfernt.
Sie besteht aus den Ortsteilen Kače, Medzibrodie, Mníšek nad Popradom (Remz), Pilhov (Pilhof) und Pilhovčík (beide 1960 eingemeindet).
Nachbargemeinden sind Piwniczna-Zdrój im Norden und Osten, Sulín und Hraničné im Süden und Jarabina im Westen.

## Geschichte
Der Ort wurde 1323 als Heremitoris erstmals urkundlich erwähnt und war Teil des Herrschaftsgebiets der Lublauer Burg und befand sich somit zwischen 1412 und 1772 in polnischer Verpfändung. In der ersten Hälfte des 16. Jahrhunderts wurde das Gebiet durch walachische Bevölkerung besiedelt und es entstanden viele Weiler/Einzelsiedlungen in der Gegend, die zum Teil heute unbewohnt sind.
Bis 1918 gehörte der im Komitat Zips liegende Ort zum Königreich Ungarn und kam danach zur Tschechoslowakei beziehungsweise heute Slowakei.

## Bevölkerung
| Jahr                | 1994 | 2004    | 2014    | 2024    |
| ------------------- | ---- | ------- | ------- | ------- |
| Anzahl der Personen | 664  | 682     | 647     | 592     |
| Unterschied         |      | +2,71 % | −5,13 % | −8,50 % |

| Jahr                | 2023 | 2024    |
| ------------------- | ---- | ------- |
| Anzahl der Personen | 596  | 592     |
| Unterschied         |      | −0,67 % |

Nach der Volkszählung 2011 wohnten in Mníšek nad Popradom 662 Einwohner, davon 645 Slowaken, 14 Polen und ein Ukrainer. Ein Einwohner gab eine andere Ethnie an und ein Einwohner machte keine Angabe zur Ethnie.
629 Einwohner bekannten sich zur römisch-katholischen Kirche, 26 Einwohner zur griechisch-katholischen Kirche sowie jeweils zwei Einwohner zur Evangelischen Kirche A. B. und zur orthodoxen Kirche. Ein Einwohner waren konfessionslos und bei zwei Einwohnern wurde die Konfession nicht ermittelt.

## Bauwerke und Denkmäler
- römisch-katholische Kreuzerhöhungskirche im neoromanischen Stil

## Verkehr
In Mníšek nad Popradom gibt es den Grenzübergang Mníšek nad Popradom-Piwniczna.

## Söhne und Töchter der Gemeinde
- Andrej Imrich (* 1948), katholischer Geistlicher, emeritierter Weihbischof in Spiš